# ناو (أغنية)
«ناو» (بالإنجليزية: Now)‏، هي أغنية لفرقة الهارد روك البريطانية ديف ليبارد من ألبومها X. كانت أعلى مرتبة للأغنية على لائحة الأغاني المنفردة في المملكة المتحدة في المركز 23.

## أغنية مصورة
تركز الأغنية المصورة (من إخراج ذا مالويز) على قميص علم الاتحاد لديف ليبارد والتي تمر بعدة مالكين لمدة تقارب العقدين. تبدأ بعام 1983، بشراء فتاة مراهقة للقميص من متجر موسيقى. في أحد الأيام وهي نائمة، يسرق أخوها الصغير القميص ويذهب مع صديقه إلى الباحة الخلفية لجيرانه ويسبحان في حوض السباحة هناك. يهرب الاثنان بسرعة عند اكتشاف مالك المنزل إياهما ويتركان القميص هناك.
في 1985، يشتري رجل القميص في متجر مرآب. في موقف سيارات قبل حفلة موسيقية لديف ليبارد، يتخلى الرجل عن القميص لمعجبة بعد أن كشفت له. مع وصول حافلة الفرقة، حصلت المعجبة على توقيع عازف غيتار البيس ريك سافج على القميص. بعد الحفلة بوقت بسيط، التقت بأحد أعضاء طاقم الطريق وجلست معه في الحافلة، حيث استولى على القميص.
في 1987، دخل عضو طاقم الطريق مغسلة ملابس ذاتية لغسل القميص مع ملابسه. أثناء نومه حال انتظاره لملابسه، تسرق امرأة القميص وتدسه وسط ملابسها في عربة.
تنتهي الأغنية عام 2002، حيث تشتري امرأة (الأرجح كونها نسخة أكبر سناً من الفتاة المراهقة من مشهد 1983) القميص من مزاد على الإنترنت وتستلمها عبر البريد.

## قائمة الأغاني

### سي دي: بلادجن ريفولا - ميركري / 0639822 / الجزء 1
- «ناو»
- «لاف دونت داي (تجريبية)»
- «ريبيل ريبيل»
- "روك بريغيد"

### سي دي: بلادجن ريفولا - ميركري / 0639812 / الجزء 2
- «ناو»
- «ليت مي بي ذا وان (تجريبية)»
- «ستاي وذ مي»
- «مي أند ماي واين (ريمكس)»

### سي دي: بلادجن ريفولا - ميركري / 0639682 (المملكة المتحدة) / الجزء 2
- «ناو»
- «ستاي وذ مي»
- «ريبيل ريبيل»